# Pacta conventa (Croatie)
Pour les articles homonymes, voir Pacta conventa.

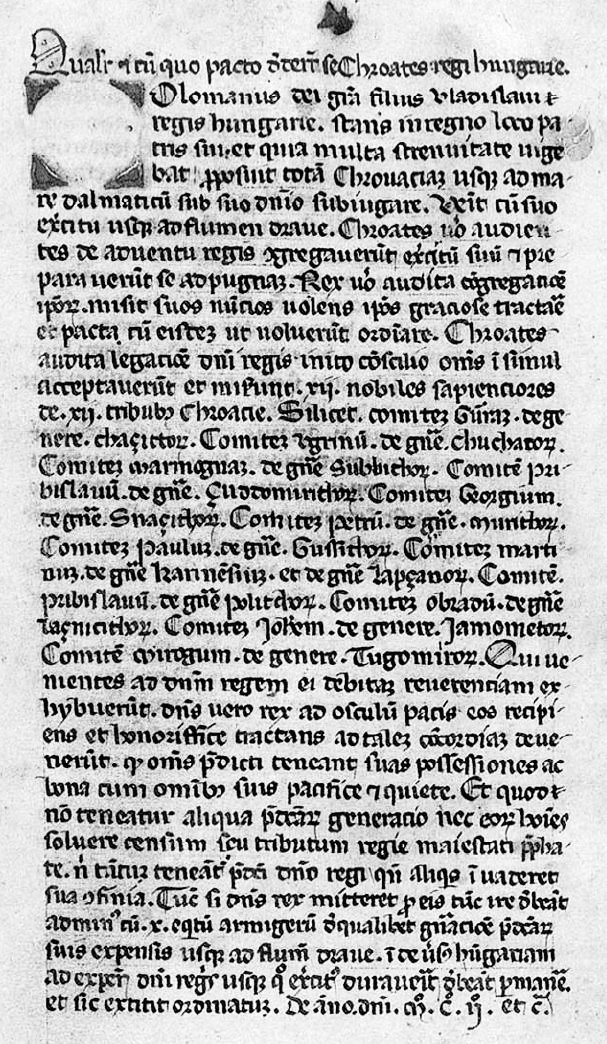
Manuscrit du XIVe siècle.

Pacta conventa (« pactes convenus ») ou Qualiter (du premier mot) est un traité conclu en 1102 entre le roi Coloman de Hongrie et les « Douze familles nobles de Croatie (en) » réunis sur la Drave. À la suite de la défaite militaire de l'État croate en 1097, les nobles veillèrent à s'assurer une large autonomie avant que Coloman ne soit sacré roi de Croatie à Biograd.
Le texte a survécu comme partie de la Historia Salonitana, une chronique de l'archidiacre Thomas de Split (en) († 1268) ; il peut s'agir d'un addendum du XIVe siècle. Le traité — dont l'authenticité fut contestée par certains historiens — valut pendant huit siècles comme charte juridique de base dans les relations entre la Croatie et la Hongrie.

## Contexte
Dmitar Zvonimir, roi de Croatie à partir de 1075, épouse Hélène, fille du roi Béla Ier de Hongrie, et, ce faisant, à instaure une relation étroite avec la dynastie des Árpád. À la mort de Dmitar Zvonimir en 1089, sa veuve échoue à installer son frère le roi Ladislas Ier de Hongrie sur le trône. À la place, Étienne II, dernier descendant de la dynastie des Trpimirović, est élu roi. 
Toutefois, lorsqu'Étienne meurt deux ans plus tard, les troupes de Ladislas se mettent à nouveau en route pour Biograd, sur la côte dalmate. Une attaque des Coumans le force à interrompre sa campagne ; néanmoins, il fonde le diocèse de Zagreb, soumis à l'archevêché d'Esztergom, sur le chemin de retour. Son neveu Álmos, qui l'accompagne en campagne, est nommé roi de Croatie mais ne sera jamais couronné. En 1093, le noble Petar Snačić est élu roi. Il meurt en 1097 en luttant contre les forces du roi Coloman de Hongrie.
Coloman devient finalement le seul candidat à la succession du trône de Croatie. Toutefois, il est resté en conflit avec son frère Álmos et a besoin du soutien de la noblesse croate. En retour, il leur accorde des concessions substantielles.

## Contenu
Par ce pacte, les nobles représentant les douze principales tribus croates reconnurent Coloman comme roi légitime de Croatie et de Dalmatie. Officiellement, le royaume de Croatie fut donc associé à celui de Hongrie à travers la personne du roi, par une union personnelle, les deux pays restant distincts. Dans les faits, il perdit son indépendance et fut dominé par la Hongrie jusqu'à entrer dans le joug des Habsbourg en 1526.
La Croatie conserva son Sabor (diète), son armée, les anciens privilèges de la noblesse croate et les statuts des cités dalmates. En revanche, elle fut gouvernée par un ban (vice-roi) représentant le roi. Elle perdit sa flotte et dut répondre aux appels aux armes du roi. Le pacte intégra  de facto la Croatie à la Hongrie jusqu'en 1918.  